# Liste de bactéries pathogènes pour l'être humain
- Haut – A
- B
- C
- D
- E
- F
- G
- H
- I
- J
- K
- L
- M
- N
- O
- P
- Q
- R
- S
- T
- U
- V
- W
- X
- Y
- Z
- 0-9

Le pouvoir pathogène d'une bactérie dépend de nombreux facteurs, de la bactérie elle-même mais aussi de l'hôte et donc au sens large, de son système immunitaire mais aussi de la voie de pénétration. Considérer un taxon donné comme pathogène doit être pris avec relativité : E. coli par exemple est un commensal chez l'homme mais toutefois certains clones sont pathogènes… On ne peut donc dire que E. coli est pathogène mais que certains clones (EHEC, EIEC, EPEC…) le sont. Cette remarque vaut pour d'autres comme Staphylococcus aureus ou Candida albicans…

## A
- Afipia felis
- Actinomyces israelii
- Actinobacillus actinomycetemcomitans
- Achromobacter xylosoxidans

## B
- Bacillus anthracis
- Bacillus cereus
- Bartonella henselae
- Bartonella clarridgeiae
- Bordetella pertussis (bacille de Bordet et Gengou)
- Bordetella parapertussis
- Bordetella bronchiseptica
- Borrelia burgdorferi
- Borrelia recurrentis
- Brucella
- Burkholderia cepacia
- Burkholderia mallei
- Burkholderia pseudomallei (bacille de Whitmore)

## C
- Campylobacter coli
- Campylobacter fetus
- Campylobacter jejuni
- Cardiobacterium hominis
- Chlamydia trachomatis
- Chlamydophila pneumoniae
- Chlamydophila psittaci
- Clostridium botulinum
- Clostridioides difficile
- Clostridium perfringens
- Clostridium tetani
- Corynebacterium diphtheriae
- Coxiella burnetii
- Cutibacterium acnes

## E
- Ehrlichia chaffeensis
- Ehrlichia equi
- Eikenella corrodens
- Entérocoques : Enterococcus faecalis, Enterococcus faecium, Enterococcus gallinarum, Enterococcus flavescens, Enterococcus casseliflavus
- Erysipelothrix rhusiopathiae
- Escherichia coli
- Entérobactéries

## F
- Francisella tularensis

## H
- Haemophilus ducreyi
- Haemophilus influenzae
- Helicobacter pylori

## K
- Kingella kingae
- Klebsiella granulomatis
- Klebsiella oxytoca
- Klebsiella ozenae
- Klebsiella planticola
- Klebsiella pneumoniae
- Klebsiella rhinoscleromatis

## L
- Legionella pneumophila
- Legionella longbeachae
- Legionella micdadei
- Leptospira interrogans
- Listeria monocytogenes

## M
- Moraxella catharrhalis
- Mycobacterium leprae (bacille de Hansen)
- Mycobacterium tuberculosis (bacille de Koch)
- Mycobacterium bovis
- Mycobactéries atypiques (M. avium, M. africanum...)
- Mycoplasma pneumoniae
- Mycoplasma hominis
- Mycoplasma genitalium

## N
- Neisseria gonorrhoeae (gonocoque)
- Neisseria meningitidis (méningocoque)
- Nocardia

## P
- Pantoea agglomerans
- Pasteurella multocida
- Plesiomonas shigelloides
- Pneumocoque (nom habituel de Streptococcus pneumoniae)
- Proteus mirabilis
- Proteus vulgaris
- Providencia stuartii
- Pseudomonas aeruginosa, bacille pyocyanique, voir Pseudomonades
- Porphyromonas gingivalis

## R
- Rickettsia africae
- Rickettsia conorii
- Rickettsia prowazekii
- Rickettsia rickettsii
- Rickettsia slovaca
- Rickettsia typhi

## S
- Salmonella typhimurium  (ou salmonelles mineures)
- Salmonella typhi, paratyphi (ou salmonelles majeures, responsables de la fièvre typhoïdes)
- Serratia marcescens
- Serratia proteamaculans
- Shigella dysenteriae (ou shigelle)
- Shigella boydii
- Shigella flexneri
- Shigella sonnei
- Spirillum minus
- Staphylocoques (Staphylococcus aureus, Staphylococcus epidermidis, Staphylococcus saprophyticus, Staphylococcus lugdunensis)
- Streptococcus pyogenes (ou Streptocoques du groupe A)
- Streptococcus pneumoniae (ou pneumocoque)
- Streptococcus agalactiae (ou Streptocoques du groupe B)
- Streptococcus gallolyticus

## T
- Tropheryma whipplei
- Treponema pallidum
- Treponema vincentii

## U
- Ureaplasma urealyticum

## V
- Vibrio cholerae (variétés cholerae et el tor)
- Vibrio vulnificus

## Y
- Yersinia pestis
- Yersinia enterocolitica
- Yersinia pseudotuberculosis